# Brug 1513
Brug 1513 is een bouwkundig kunstwerk in het Amsterdamse Bos. Het Amsterdamse Bos maakt deel uit van de gemeente Amstelveen, maar wordt beheerd door de gemeente Amsterdam.
De geschiedenis van deze brug is onduidelijk. De brug is namelijk vrij onzichtbaar in het landschap gebouwd. Het is een zogenaamde duikerbrug, een brug over een duiker met nauwelijks wegverhoging. De brug is aangelegd in een brede verkeersroute ten zuiden van de Bosbaan. Over dat brede pad met gescheiden verkeersstromen gaan voetgangers, fietsers, ruiters te paard, maar ook dienstvoertuigen die vanaf het bezoekerscentrum bij de ingang Van Nijenrodeweg het bos in moeten. Die duiker zorgt voor een ongehinderde waterstroom noord-zuid in het bos, ter plekke bestaand uit nauwe slootjes. De duiker is al te zien op de ontwerpplattegronden uit 1930-1937. Daartegenover staat dat de brugnummers van de bruggen die toen ontworpen werden alle in de 500-serie werden ingedeeld, maar niet deze.
Dat de brug toch waarschijnlijk uit die tijd stamt, is terug te vinden in de beide balustraden, die omdat ze zo ver uiteen liggen niet in één oogblik te vangen zijn. De duiker is circa 35 meter lang. Die balustraden zijn opgetrokken in baksteen dat motieven vertoont van de Amsterdamse School met ronde bouwdelen in baksteen, ezelsrugen en verspringende metselverbanden. Anderzijds lijkt de brug op geen van de bruggen die in de 1500-serie ondergebracht werden, dat zijn veelal parkbruggetjes uit de jaren zeventig. 
In 1999 kwam MTD Landschaparchitecten in het bos om te bekijken welke kunstwerken eventueel beschermd moesten worden door een status van gemeentelijk monument. Zij vonden het een identiteitsdrager van het bos, maar tekenden aan dat het kunstwerk zich nauwelijks als brug laat zien. Zoals bovengenoemd liggen de leuningen circa 35 meter uit elkaar en ze staan ook nog eens in een groenstrook met plant- en struikgewas dat gewoon dwars over de duiker loopt. Door begroeiing op de balustraden gaan ze steeds verder op in de natuur. MTD sprak van “zorgvuldig gedetailleerde baksteenarchitectuur”. 
Voor zover bekend heeft de brug niet de status Gemeentelijk monument van Amstelveen gekregen.

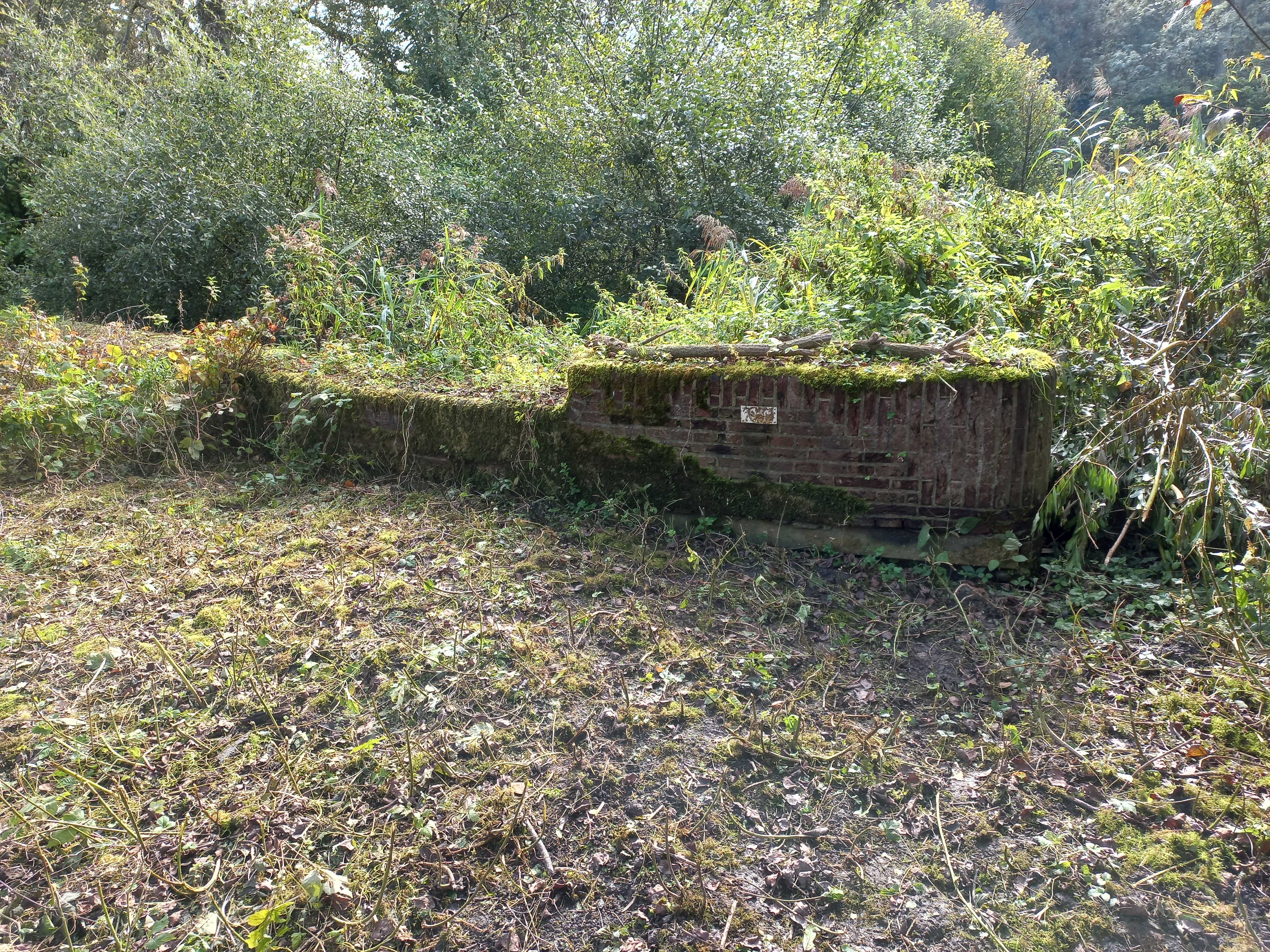
Verspringende metselverbanden, ronde bouwdelen, ezelsruggen (september 2023)

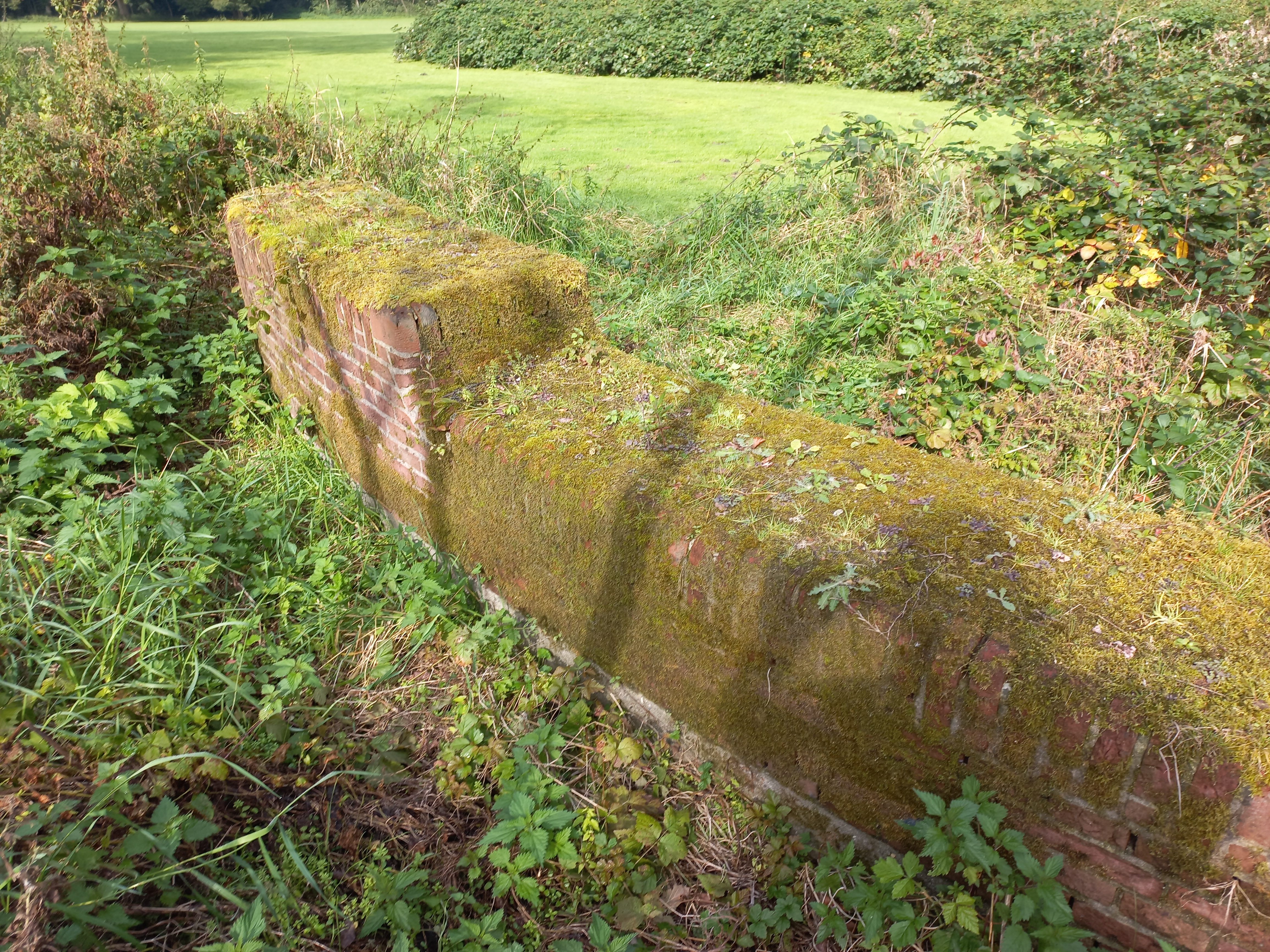
idem met begroeiing (september 2023)